# Liste schwäbischer Adelsgeschlechter/Y

## Y
| Name                 | Stammsitz       | Stand                                        | Anmerkungen zu Geschichte und Verbreitung | Mitgliedschaft in Adelsvereinigungen, Bündnissen oder Matrikeln | Links zu relevanten Bildergalerien | Wappen                             |
| -------------------- | --------------- | -------------------------------------------- | ----------------------------------------- | --------------------------------------------------------------- | ---------------------------------- | ---------------------------------- |
| Yberg, Eyberg, Iberg | Yburg (Remstal) | württembergische Ministerialen, Reichsritter | Burg 1490 an Württemberg verkauft         | Leitbracken Kanton Neckar-Schwarzwald (nur 1562 erwähnt)        |                                    | Ingeram-Codex Siebmacher Scheibler |